# Defensa Grünfeld
La defensa Grünfeld (Gruenfeld), o simplement, en argot d'escacs, la Grünfeld, (ECO D70-D99) és una obertura d'escacs caracteritzada pels moviments:
1.d4 Cf6
2.c4 g6
3.Cc3 d5
Aquesta obertura es basa en un dels principis bàsics de l'escola hipermoderna, que va sortir a la palestra en la dècada de 1920, que deia que un gran centre de peons pot ser una càrrega en comptes d'un actiu.
|  |

## Història
El primer antecedent de l'obertura és una partida de 1855 de Moheschunder Bannerjee, un jugador indi que havia evolucionat des de les regles dels escacs indis, en què jugava amb negres contra John Cochrane a Calcuta, el maig de 1855:
1.d4 Cf6 2.c4 g6 3.Cc3 d5 4.e3 Ag7 5.Cf3 0-0 6.cxd5 Cxd5 7.Ae2 Cxc3 8.bxc3 c5 9.0-0 cxd4 10.cxd4 Cc6 11.Ab2 Ag4 12.Tc1 Tc8 13.Aa3 Da5 14.Db3 Tfe8 15.Tc5 Db6 16.Tb5 Dd8 17.Cg5 Axe2 18.Cxf7 Ca5 i les blanques fan mat en tres (19.Ch6+ escac doble Rh8 20.Dg8+ Txg8 21.Cf7#).
 En Cochrane va publicar un llibre en què citava aquesta partida contra en Moheshchunder i d'altres indis el 1864.
De tota manera, l'obertura va guanyar popularitat després que n'Ernst Grünfeld la introduí en el torneig internacional celebrat a Viena el 1922, i on, en la seva primera partida amb la defensa, va guanyar el futur Campió del món Aleksandr Alekhin. Molt remarcablement, en Grünfeld acostumava a jugar amb un estil molt clàssic. La defensa fou posteriorment adoptada per nombrosos destacats jugadors, com ara Vassili Smislov, Víktor Kortxnoi, Leonid Stein, i Bobby Fischer. En Garri Kaspàrov utilitzava sovint la defensa, fins i tot en els seus matxs pel Campionat del món contra n'Anatoli Kàrpov de 1986, 1987 i 1990, i en Vladímir Kràmnik el 2000. Actualment, els jugadors en actiu més destacats que la utilitzen són Loek Van Wely, Piotr Svídler, Péter Lékó, Vishwanathan Anand, Luke McShane i Gata Kamsky Anand la va emprar dos cops en el Campionat del món d'escacs de 2010.
La Partida del segle entre Donald Byrne i un Bobby Fischer de 13 anys, el 17 d'octubre de 1956, es va jugar amb aquesta obertura, tot i que s'hi va arribar a través d'una transposició de jugades (1.Cf3 Cf6 2.c4 g6 3.Cc3 Ag7 4.d4 O-O 5.Af4 d5).